# Лунное море
Лу́нное мо́ре — (визуально) тёмное пятно на поверхности лунного диска.

## Общее описание
Впервые лунные моря появились на карте Луны, составленной в 1652 году итальянским астрономом Джованни Риччоли и итальянским физиком Франческо Гримальди. Как выяснилось позже, в них нет воды, но употребление термина «море» применительно к этим объектам и представленные на карте названия морей сохранились по сей день.
Лунные моря являются самыми крупными деталями рельефа Луны. Они представляют собой низменности (например, Море Дождей расположено на 3 км ниже окружающей местности) с ровным дном, залитые затвердевшей лавой. Застывшая лава характеризуется более тёмной окраской, чем остальная поверхность Луны, именно этим и объясняется серовато-коричневатый оттенок, характерный для лунных морей. Моря покрыты вулканическими породами — базальтами, возраст которых оценивают в 3—4,5 млрд лет. Очертания границ лунных морей в преобладающем количестве случаев округлые. Размер колеблется от 200 до 1100 километров в поперечнике. На поверхности лунных морских равнин встречаются складки и небольшие горные вершины более светлого цвета, выступающие из-под слоя базальтов. Кратеров на поверхности лунных морей существенно меньше, чем на светлых возвышенных областях — лунных материках.
Самая большая низменность названа Океаном Бурь. Его протяжённость 2000 км. Краевым зонам морей, которые напоминают заливы, а также тёмным впадинам в виде озёр были даны соответствующие их виду названия. Вокруг морей расположены кольцеобразные горные хребты. Море Дождей окружают Альпы, Кавказ, Апеннины, Карпаты, Юра. Море Нектара — горы Алтай и Пиренеи. Море Восточное окружено Кордильерами и горами Рук. В морях иногда встречаются уступы — сбросы; самый известный уступ — Прямая Стена — находится в Море Облаков.
На обратной стороне Луны морей гораздо меньше, чем на видимой, и они небольшого размера. Есть предположение, что морские формации на Луне сформировались в результате лишь нескольких столкновений. Образовавшиеся в результате ударов кратеры заполнились лавой и породили масконы. Лавовые породы тяжелее материковых, что могло вызвать асимметрию в распределении лунной массы, вследствие чего притяжение Земли навсегда закрепило «морское» полушарие Луны в направлении нашей планеты. Обратной стороне Луны свойственны «бассейны» — весьма крупные кольцевые структуры, диаметром более 300 км. Море Восточное, Море Москвы и другие имеют два кольцевых вала — внешний и внутренний, c соотношением диаметров 2/1. Иногда внутренние кольца сильно разрушены .
В западных странах используются латинские названия и слово mare / maria = море / моря.

## Некоторые факты о лунных морях
- Море Познанное получило своё название после того, как в 1964 году здесь опустился американский зонд «Рейнджер-7», впервые получивший снимки лунной поверхности с близкого расстояния, гораздо более подробные, чем вид в телескоп с Земли.
- Море Спокойствия знаменито тем, что именно здесь человек впервые ступил на лунную поверхность 20 июля 1969 года. Это был американский астронавт Нил Армстронг.
- В Море Изобилия советский зонд «Луна-16» (1970) взял пробу лунного грунта и доставил её на Землю.
- К югу от Залива Радуги проводил исследования первый планетоход «Луноход-1» (1970—1971).
- На границе Моря Ясности проводил исследования планетоход «Луноход-2» (1973)[4].

## Названия морей, заливов, озёр и болот на видимой стороне Луны

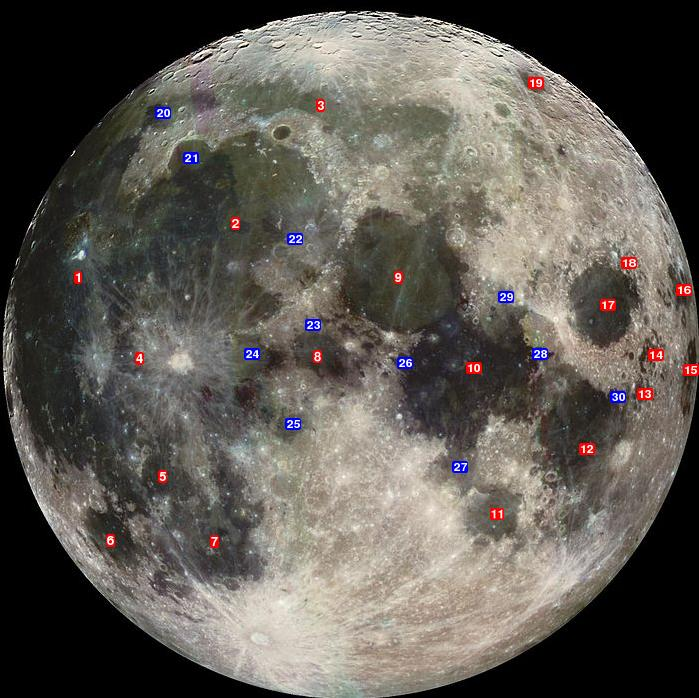
Моря и Заливы на Луне.

Русское название — латинское название.
- Океан Бурь — Oceanus Procellarum (1)

### Моря
- Море Влажности — Mare Humorum (6)
- Море Восточное — Mare Orientale
- Море Волн — Mare Undarum (14)
- Море Гумбольдта — Mare Humboldtianum (19)
- Море Дождей — Mare Imbrium (2)
- Море Змеи — Mare Anguis (18)
- Море Изобилия — Mare Fecunditatis (12)
- Море Краевое — Mare Marginis (16)
- Море Кризисов — Mare Crisium (17)
- Море Нектара — Mare Nectaris (11)
- Море Облаков — Mare Nubium (7)
- Море Островов — Mare Insularum (4)
- Море Паров — Mare Vaporum (8)
- Море Пены — Mare Spumans (13)
- Море Познанное — Mare Cognitum (5)
- Море Смита — Mare Smythii (15)
- Море Спокойствия — Mare Tranquillitatis (10)
- Море Холода — Mare Frigoris (3)
- Море Южное — Mare Australe
- Море Ясности — Mare Serenitatis (9)

### Заливы
- Залив Верности — Sinus Fidei (23)
- Залив Зноя — Sinus Aestum (24)
- Залив Лунника — Sinus Lunicus (22)
- Залив Любви — Sinus Amoris (29)
- Залив Радуги — Sinus Iridum (21)
- Залив Росы — Sinus Roris (20)
- Залив Славы — Sinus Honoris (26)
- Залив Согласия — Sinus Concordiae (28)
- Залив Суровости — Sinus Asperitatis (27)
- Залив Удачи — Sinus Successus (30)
- Залив Центральный — Sinus Medii (25)

### Озёра
- Озеро Благоговения — Lacus Timoris (ошиб. — Lacus Tumoris)
- Озеро Весны — Lacus Veris
- Озеро Вечности — Lacus Temporis
- Озеро Зимы — Lacus Hiemalis
- Озеро Справедливости — Lacus Bonitatis
- Озеро Лета — Lacus Aestatis
- Озеро Надежды — Lacus Spei
- Озеро Настойчивости — Lacus Perseverantiae
- Озеро Нежности — Lacus Lenitatis
- Озеро Ненависти — Lacus Odii
- Озеро Осени — Lacus Autumni
- Озеро Печали — Lacus Doloris
- Озеро Превосходства — Lacus Excellentiae
- Озеро Радости — Lacus Gaudii
- Озеро Смерти — Lacus Mortis
- Озеро Сновидений — Lacus Somniorum
- Озеро Счастья — Lacus Felicitatis

### Болота
- Болото Гниения — Palus Putredinis
- Болото Сна — Palus Somni
- Болото Эпидемий — Palus Epidemiarum

## Названия морей и озёр на обратной стороне Луны
Русское название — латинское название.
- Море Мечты — Mare Ingenii
- Море Москвы — Mare Moscoviense
- Озеро Забвения — Lacus Oblivionis
- Озеро Одиночества — Lacus Solitudinis
- Озеро Удовольствия — Lacus Luxuriae

## Исключённые названия  морей, болот и заливов
Русское название — латинское название.
- Море Желания — Mare Desiderii
- Море Малое — Mare Parvum
- Море Ненастья — Mare Hiemis
- Море Непознанное — Mare Incognito
- Море Новое — Mare Novum
- Море Струве — Mare Struve
- Море Юго-Западное
- Болото Туманов — Palus Nebularum
- Залив Гей-Люссака — Sinus Gay-Lussac
- Залив Пьетросул — Sinus Pietrosul
- Залив Астронавтов — Sinus Astronautorum